# إيون ميهاي باتشيبا
إيون ميهاي باتشيبا (بالرومانية: Ion Mihai Pacepa) (مواليد 28 أكتوبر 1928) هو جنرال سابق برتبة ثلاثة نجوم في الشرطة السرية لرومانيا الاشتراكية، انشق إلى الولايات المتحدة في يوليو 1978 بعد موافقة الرئيس جيمي كارتر على طلبه باللجوء السياسي. وهو المنشق الأعلى رتبة من الكتلة الشرقية السابقة. كان في وقت انشقاقه برتبة مستشار للرئيس نيكولاي تشاوتشيسكو، ورئيس جهاز الاستخبارات الخارجية بالنيابة، ووزير دولة بوزارة الداخلية في رومانيا.
عمل بعد ذلك مع وكالة المخابرات المركزية الأمريكية في عمليات مختلفة ضد الكتلة الشرقية السابقة. ووصفت وكالة المخابرات المركزية تعاونه بأنه «مساهمة مهمة وفريدة للولايات المتحدة».

## نشاطه في المخابرات الرومانية
نشأ والد إيون ميهاي باتشيبا (ولد في عام 1893) في ألبا يوليا، عاصمة إمارة ترانسيلفانيا، التي كانت جزءًا من الإمبراطورية النمساوية المجرية، إذ عمل في مصنع أبيه الصغير لأدوات المطبخ. في 1 ديسمبر 1918، اتحدت ترانسيلفانيا مع رومانيا، وفي عام 1920، انتقل والد باتشيبا إلى بوخارست، وعمل مع الفرع المحلي لشركة جنرال موتورز الأمريكية للسيارات.
ولد إيون ميهاي باتشيبا في بوخارست عام 1928، ودرس الكيمياء الصناعية في جامعة بوليتكنيكا في بوخارست بين عامي 1947 و1951، جُند قبل أشهر من التخرج في الشرطة السرية الرومانية، وحصل على درجة الهندسة بعد أربع سنوات فقط. عُيّن في مدرية مكافحة التخريب التابعة للشرطة الرومانية السرية. وفي عام 1955، نُقل إلى مديرية المخابرات الأجنبية.
في عام 1957، عُيّن باتشيبا رئيسًا لمحطة المخابرات الرومانية في فرانكفورت، ألمانيا الغربية، حيث خدم لعامين. في أكتوبر 1959، عينه وزير الداخلية ألكساندرو دراغيتشي رئيسًا لقسم التجسس الصناعي الجديد برومانيا، الذي كان يسمى «إس آند تي» (اختصار للعلوم والتكنولوجيا) للمديرية الأولى، وأصبح رئيس القسم وبقي كذلك حتى انشقاقه عام 1978. شارك في تأسيس صناعة السيارات في رومانيا، وبتطوير صناعاتها الإلكترونية الدقيقة والبوليمر والمضادات الحيوية.
بين عامي 1972 و1978، كان مستشار الرئيس نيكولاي تشاوتشيسكو للتنمية الصناعية والتكنولوجية ونائب رئيس جهاز المخابرات الخارجية الروماني.

## الانشقاق
انشق باتشيبا خلال يوليو 1978 بالسير إلى السفارة الأمريكية في بون أثناء وجوده بألمانيا، إذ كان قد أرسله تشاوتشيسكو مع رسالة إلى المستشار هلموت شميدت. نُقل سرًا إلى مطار الولايات المتحدة الرئاسي بالقرب من واشنطن في طائرة عسكرية أمريكية.
أوضح باتشيبا سبب انشقاقه في رسالته إلى ابنته دانا، التي نُشرت في صحيفة لوموند الفرنسية عام 1980 وأذاعتها إذاعة أوروبا الحرة مرارًا وتكرارًا: «في عام 1978 تلقيت أمرًا بتنظيم عملية قتل نويل برنار، مدير البرنامج الإذاعي الروماني لإذاعة أوروبا الحرة الذي أغضب تشاوتشيسكو بتعليقاته. حصلت على هذا الأمر في أواخر يوليو، وعندما توجّب علي في نهاية المطاف أن أقرر بين أن أكون أبًا صالحًا أو أن أكون مجرمًا سياسيًا. ولأني أعرفك يا دانا، كنت على قناعة تامة أنك تفضلين ألا يكون لك أب على أن يكون قاتلًا».
توفي نويل برنارد في عام 1981 بسبب السرطان، بعد أن تعرض للإشعاع من قبل الشرطة السرية الرومانية.
أدى انشقاق باتشيبا إلى تدمير شبكة المخبارات في رومانيا الاشتراكية، وبالكشف عن نشاط تشاوتشيسكو، أثر على مصداقيته واحترامه على الصعيد الدولي. وقد لخص مقال نشرته مجلة أمريكان سبيكتاتور عام 1988 الدمار الذي سببه انشقاق باتشيبا المذهل: «كان مروره من الشرق حتى الغرب حدثًا تاريخيًا، لأنه أُعد بعناية فائقة، وبسبب معرفته الدقيقة ببنية وأساليب وأهداف وعمليات الخدمة السرية لتشاوتشيسكو، التي قضت على المنظمة بأكملها خلال ثلاث سنوات. لم يبقَ أي مسؤول كبير، ولم تستمر أي عملية رئيسية. تعرض تشاوتشيسكو لانهيار عصبي، وأصدر أوامر باغتيال باتشيبا. فجاء على الأقل فريقان من القتلة إلى الولايات المتحدة لمحاولة العثور عليه، وقضى مؤخرًا أحد عملاء باتشيبا السابقين -وهو رجل حقق معجزات بسيطة في سرقة التكنولوجيا الغربية في أوروبا بناء على طلب روماني- عدة أشهر على الساحل الشرقي في محاولة لتعقب الجنرال. لكنهم لم ينجحوا».
وخلال سبتمبر عام 1978، تلقى باتشيبا حكمين بالإعدام من رومانيا الاشتراكية، وأمر تشاوتشيسكو بمكافأة قيمتها مليونا دولار أمريكي مقابل قتله. ومُنح كل من ياسر عرفات ومعمر القذافي مكافأة بقيمة مليون دولار أيضًا. خلال ثمانينيات القرن الماضي، جندت الشرطة السياسية في رومانيا كارلوس الثعلب لاغتيال باتشيبا في أمريكا مقابل مليون دولار. بينت الوثائق التي عُثر عليها في سجلات المخابرات الرومانية أن الشرطة السرية الرومانية أعطت كارلوس ترسانة كاملة لاستخدامها في «العملية 363» لاغتيال باتشيبا في الولايات المتحدة. كانت بوزن 37 كيلوغرامًا، تضمنت متفجرات بلاستيكية من طراز إي بّي بّي/88، و7 رشاشات، ومسدس والتر بّي بّي تسلسل #249460 مع 1306 رصاصة، و8 مسدسات ستيتشكين مع 1049 رصاصة، و5 قنابل يو زد آر جي-إم يدوية.
لم يعثر كارلوس على باتشيبا، ولكنه قصف في 21 فبراير 1980 جزءًا من مقر إذاعة أوروبا الحرة في ميونيخ، الذي كان يبث أنباء عن انشقاق باتشيبا. طُرد خمسة دبلوماسيين رومانيين في ألمانيا الغربية بسبب مساعدتهم لكارلوس الثعلب في هذه العملية من البلاد.
في 7 يوليو 1999، ألغى قرار المحكمة العليا في رومانيا رقم 41/1999 أحكام الإعدام الصادرة بحق باتشيبا وأمرت بإعادة ممتلكاته التي صادرتها أوامر تشاوتشيسكو إليه. رفضت حكومة رومانيا الامتثال لذلك. وفي ديسمبر 2004، أعادت الحكومة الرمانية الجديدة رتبة الجنرال لباتشيبا.
وفقًا لما قاله مايكل ليدن عام 2016، فإن حكمي الإعدام ما زالا نافذي المفعول وإن باتشيبا «عاش بالسر» منذ انشقاقه.

## الكتابات والآراء السياسية
باتشيبا هو كاتب عمود لموقع المدونة المحافظة بّي جاي ميديا، ويكتب مقالات لمجلة وول ستريت والعديد من المطبوعات الأمريكية المحافظة، مثل مجلة ناشيونال ريفيو أون لاين، صحيفة واشنطن تايمز، مجلة فرونت بيج على الإنترنت، وصحيفة وورلد نت ديلي.

### آفاق حمراء
نشر باتشيبا خلال 1987 كتاب  آفاق حمراء: سجلات جاسوس رئيس شيوعي. تسربت ترجمة رومانية من الآفاق الحمراء مطبوعة في الولايات المتحدة إلى رومانيا الاشتراكية، وطبع كتاب جيب على طراز ماو من الآفاق الحمراء بشكل غير قانوني في المجر الشيوعية (أصبح الآن من العناصر المجمعة القيمة). في عام 1988، تم بثّ سلسلة الآفاق الحمراء على إذاعة أوروبا الحرة، ما أثار «اهتمامًا كبيرًا بين الرومانيين». ووفقًا لراديو رومانيا، كانت «شوارع مدن رومانيا خالية» أثناء مسلسل إذاعة أوروبا الحرة الآفاق الحمراء. وفي 25 ديسمبر 1989، حكم على تشاوتشيسكو وزوجته إيلينا، خلال الجزء الأخير من الثورة الرومانية، بالإعدام في نهاية محاكمة أتت معظم الاتهامات فيها حرفيًا من الآفاق الحمراء. (نشرت طبعة ثانية في مارس 1990، تضمنت نسخة من محاكمة تشاوتشيسكو، التي كانت مبنية على الحقائق المعروضة في الآفاق الحمراء).
وفي 1 يناير 1990، بدأ نشر الكتاب في صحيفة أديفارول (الحقيقة) الرومانية الرسمية الجديدة، التي حلت في مكان صحيفة سكنتيا (الشرارة) الشيوعية. أوضحت أديفارول في المقدمة أن مسلسل إذاعة أوروبا الحرة «لعب دورًا لا جدال فيه» في الإطاحة بتشاوتشيسكو، وفقًا للنص الوارد في الغلاف الخلفي للطبعة الثانية من الكتاب، المنشور خلال عام 1990. أعيد نشر الآفاق الحمراء في 29 بلدًا، وحوّله التلفزيون الهنغاري إلى فيلم وثائقي.
في عام 2010، أوصت الواشنطن بوست بإدراج الآفاق الحمراء في قائمة الكتب التي يجب قراءتها في المدارس، بإضافة إلى شهادة وايتاكر تشامبرز. في عام 2011، أعادت غوغل نشر آفاق حمراء ككتاب إلكتروني. وما تزال النسخ المطبوعة منه موجودة في متاجر الكتب.
خلال عام 1993، نشر باتشيبا إرث الكرملين، الذي حاول فيه فصل وطنه الأصلي عن اعتماده المستمر على دولة بوليسية على الطراز الشيوعي. وخلال عام 1999، ألف ثلاثية  كتاب الشرطة السرية الرومانية الأسود، الذي أصبح الأكثر مبيعًا في رومانيا.